# كهن بيد 2 (كوه بنج)
كهن بيد 2 (بالفارسية: کهن‌بید 2) هي مستوطنة تقع في إيران في البلدة المركزية.